# فريدون فاميلي
فريدون فاميلي (بالإنجليزية: Fereydoon Family) (و. 1945 – م) هو فيزيائي من الولايات المتحدة الأمريكية .
وهو عضواً في الجمعية الفيزيائية الأمريكية .

## التعليم
تعلم في جامعة كلارك